# Електрическо поле
Електрическо поле (или електрично поле) е един от компонентите на електромагнитното поле, съществуващо в пространството около заредени частици. Електричното поле може да се появи и като резултат от действието на променливо магнитно поле. В областта от пространството, отдалечена на достатъчно голямо разстояние от заредената частица или частици, създаващи полето, електричното поле има структура на плоска вълна. То не може да се наблюдава непосредствено, а само чрез някакви прибори или пробен заряд. Основното действие на електричното поле е да придава ускорение на тела или частици, притежаващи електричен заряд.

## Регистриране на заряди
Съществуват различни начини за наелектризиране на телата – триене, контакт или индукция. Дали едно тяло е наелектризирано се установява с електроскоп.
Единицата за заряд е кулон, в чест на френския физик Шарл дьо Кулон. Отбелязва се със „C“. Например: Q = 1C, означава зарядът Q е един кулон. Когато гребен се наелектризира, неговият заряд е около 10-6 кулона.

### Електрична сила
Ако се закачат две леки кухи метални сфери с конец за статив, първоначално те са допрени една до друга. След като се наелектризират едноименно (с помощта на генератора на Ван де Грааф, с електростатична машина или с наелектризирана пръчка, обикновено ебонитова) между топките започват да действат сили на отблъскване. Ако зарядите са разноименни, между тях действат сили на привличане.
Шарл Кулон е провеждал опити с т.нар. „Кулонова везна“ и е стигнал до закона, който носи неговото име – закон на Кулон:
| „ | Силата, действаща между два електрични заряда, е право пропорционална на произведението им и обратно пропорционална на квадрата на разстоянието между тях. | “ |

Коефициентът на пропорционалност зависи от средата, в която се намират зарядите.
Законът на Кулон е валиден за точкови заряди.

### Определяне посоката на силата
Електричната сила е вектор. С други думи освен големина, тя има посока и е приложена в определена точка.
Когато заредените тела са две, направлението на силата е по правата, която свързва центровете на масите им. Посоката се определя в зависимост от знака на зарядите.

### Онагледяване
Полето се онагледява посредством силови линии. Във всяка една точка от полето електричната сила е допирателна към силовите линии.
Електрично поле се създава между плочите на кондензатор. Двете плочи могат да се наелектризират, като се свържат с разноименните полюси на електростатична машина или с полюсите на високоволтов източник. Силовите линии на електричното поле между плочите са успоредни – такова поле наричаме хомогенно. В краищата на кондензатора се наблюдава изкривяване на силовите линии – там полето е нехомогенно.

## Характеристики на електричното поле

### Интензитет
Една от основните величини, която характеризира електростатичното поле, се нарича интензитет. Големината на интензитета в дадена точка може да се определи, като в тази точка поставим положителен заряд q и видим каква сила му действа:
Интензитетът също е векторна величина.
{\displaystyle {\vec {E}}={\frac {Q}{4\pi \varepsilon _{0}r^{2}}}{\hat {r}}.}
Единицата за интензитет е волт на метър – V/m.

### Работа на електричните сили. Енергия на полето
Когато се внесе между плочите на кондензатора малък положителен заряд q, върху него започва да действа сила F = qE и той се премества на разстояние d.
При преместването електричната сила извършва работа A = Fd = qEd. Зареждането на кондензатора е свързано с извършване на определена работа и той се превръща в нещо като резервоар на енергия или „кондензатор“ на енергия – оттук идва и името му. Внасянето на заряда между плочите и придвижването му в посока, противоположна на електричната сила, също е свързано с извършване на определена работа. Когато зарядът стигне до отрицателно заредената плоча, нейният заряд намалява – намалява и енергията на кондензатора – намалява с толкова, колкото е извършената работа. (Подобна е ситуацията, когато издигнем камък над земната повърхност. Ако сме го издигнали на височина h, това означава, че сме извършили работа A = Gh = mgh и камъкът има потенциална енергия Ер = mgh. При пускането му той се насочва към земната повърхност под влияние на гравитационното поле и гравитационната сила извършва работа A = Gh = mgh – потенциалната енергия на камъка се превръща в кинетична.)
При внасяне на заряда между плочите, той има потенциална енергия qEd. При движението му тя намалява и се превръща в кинетична. Когато даден заряд е поставен в дадена точка от електрично поле с интензитет E, той притежава потенциална енергия Ep = qEd – т.е. той има възможност да извърши работа.
Разликата в потенциалите на положителната и отрицателната плоча на кондензатора се нарича „напрежение между плочите на кондензатора“. Напрежението и потенциалът са скаларни величини. Единицата, в която се измерват, се нарича волт, в чест на италианския физик Алесандро Волта.

### Екраниране
В зареден метален цилиндър или цилиндър, направен от метална мрежа, интензитетът на полето е нула. Приспособлението се нарича фарадеев кафез и се използва за екраниране от външни електрични полета.

### Принцип на суперпозицията
Често в дадена част от пространството има много заряди и всеки от тях създава поле с интензитет E1, E2, E3 и т.н. В дадена точка интензитетът е сума от интензитетите на отделните заряди:
{\displaystyle {\vec {E}}=\sum _{i}{E_{i}}}
С това се изразява принципът на суперпозицията.